# Sergej Kraigher
Sergej Kraigher (en serbocroata cirílico Сергеј Крајгер; Postojna, 30 de mayo de 1914 – Liubliana, 17 de enero de 2001) fue un político yugoslavo de etnia eslovena. Fue Presidente de la Presidencia Colectiva de la República Federativa Socialista de Yugoslavia de mayo de 1981 a mayo de 1982. También se le conoce por haber dirigido la Comisión Kraigher, creada por el gobierno yugoslavo para asesorarle y proponer soluciones a la crisis económica que afectó al país en los años 1980.

## Biografía
Sergej Kraigher nació en 1914 en Postojna, en aquel entonces perteneciente a Austria-Hungría, fruto del matrimonio entre Anton Kraigher y Marija Jaške. Estudió Medicina, primero en Liubliana y desde 1937 en Zagreb. En febrero de 1934 se afilió al Partido Comunista, entonces ilegal, y participó activamente en organizaciones estudiantiles de izquierdas. Entre 1934 y 1936 cumplió una condena de dos años de prisión en Sremska Mitrovica por su actividad política. En 1940 pasó a la clandestinidad. En 1941 se unió a la lucha partisana contra los ocupantes alemanes, y ocupó diversos cargos del partido en la Baja Estiria.
Tras la Segunda Guerra Mundial, su actividad política se centró en los asuntos de índole económica. Fue Presidente de la Comisión de Planificación de Eslovenia de 1946 a 1950. En 1951 se trasladó a Belgrado y fue gobernador del Banco Nacional Yugoslavo hasta 1953. Cuando en 1952 fue elegido miembro del Comité Central de la Liga de los Comunistas de Yugoslavia, comenzó su ascenso en la jerarquía del partido.
Entre 1953 y 1958 dirigió el Instituto Federal de Planificación, que se ocupaba de la implantación de la economía socialista. Entre 1958 y 1963, fue Ministro de Industria y, posteriormente, Vicepresidente del Consejo Federal de la Asamblea Nacional. En 1967 abandonó este cargo para asumir la Presidencia de la Asamblea eslovena, que ocupó hasta 1974. En 1969 fue elegido para ocupar la presidencia del partido. En su calidad de presidente de la asamblea de una república constituyente, también era miembro ex officio de la Presidencia del Estado federal, que Tito había instaurado en 1971 en virtud de una enmienda constitucional. En mayo de 1974 fue elegido Presidente de la Presidencia de la República Socialista de Eslovenia, cargo que ocupó durante cinco años.
Tras la muerte del destacado político esloveno Edvard Kardelj en febrero de 1979, Kraigher heredó sus funciones en el partido y en el Estado: el Parlamento esloveno le eligió miembro de la Presidencia federal del Estado, compuesta por ocho miembros, y el Comité Central de los Comunistas Eslovenos le envió como representante al Comité Central del partido federal.
En 1981, Kraigher fue elegido Presidente de la Presidencia Colectiva de Yugoslavia por rotación y se convirtió así en Jefe del Estado yugoslavo por un mandato de un año. Al mismo tiempo, encabezó una comisión de expertos que llevaba su nombre y que tenía como misión formular propuestas al gobierno sobre el modo de superar la crisis económica que atravesaba Yugoslavia desde mediados de los años setenta. La comisión criticó una serie de deficiencias del sistema económico socialista y se pronunció a favor de introducir reformas orientadas al libre mercado, aunque sin cuestionar en lo fundamental el sistema autogestionario de los trabajadores. Sin embargo, las propuestas de reforma formuladas en el informe final de la Comisión Kraigher en 1983 no se llevaron a la práctica.
Tras abandonar la presidencia del Estado, en 1986 Kraigher se retiró a la vida privada. Vivió en Liubliana hasta su fallecimiento, acaecido en enero de 2001 a la edad de 86 años.
Publicó varias obras sobre las relaciones socioeconómicas y el modelo de autogestión socialista, y fue nombrado doctor honoris causa por las universidades de Liubliana y Maribor. Estaba casado con Lidija Šentjurc, política y revolucionaria. Era sobrino del escritor Alojz Kraigher y del piloto Jurij Kraigher, y primo del político Boris Kraigher.

## Obras (selección)
- Za socialistično samoupravno demokracijo. I y II. Liubliana. 1980.
- Kako iz krize. O dugorocnom programu ekonomske stabilizacije i njegovom ostvarivanju. Zagreb. 1985. ISBN 86-343-0116-8.
- Moč Jugoslavije je v samoupravljanju. Razgovori s Sergejem Kraigherjem. Liubliana. 1984.